# Pischelsdorf in der Steiermark
Pischelsdorf in der Steiermark ist eine Ortschaft in der ehemaligen Marktgemeinde Pischelsdorf in der Steiermark mit 3279 Einwohnern (Stand: 1. Jänner 2023).

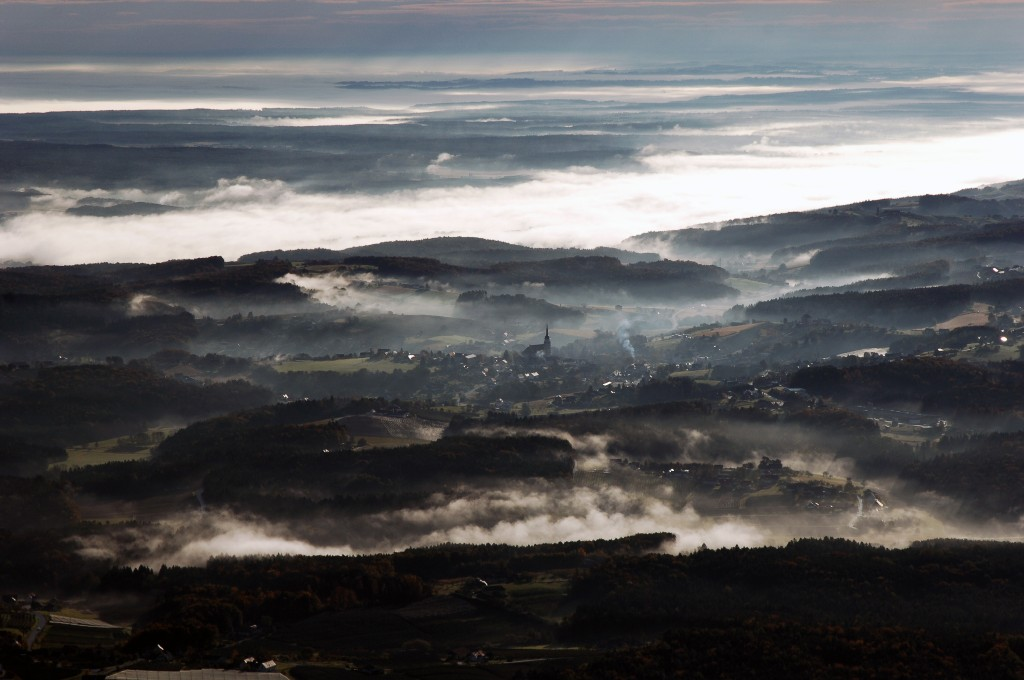
Pischelsdorf

Im Rahmen der Gemeindestrukturreform in der Steiermark ist sie seit 2015 mit den ehemaligen Gemeinden Kulm bei Weiz und Reichendorf zusammengeschlossen und führt den neuen Namen Pischelsdorf am Kulm.
Grundlage dafür ist das Steiermärkische Gemeindestrukturreformgesetz – StGsrG.

## Geografie

### Lage und Erreichbarkeit
Pischelsdorf liegt in der südlichen Kulmregion im oststeirischen Hügelland.
Durch Pischelsdorf führt die Wechsel Straße B 54, welche entlang der alten Poststraße von Gleisdorf über den Wechsel nach Wiener Neustadt verläuft.
Da Pischelsdorf, das ein kleines regionales Wirtschafts- und Handelszentrum darstellt, verwaltungsmäßig zum Bezirk Weiz gehört, dessen Bezirkshauptstadt sich jedoch auf der Kulm abgewandten Seite befindet, sind seine regionalen Beziehungen (z. B. Krankenhaus, Schulen, Großmärkte) zu den Kleinstädten Hartberg und Gleisdorf stärker.
Der Markt Pischelsdorf, das Zentrum der Marktgemeinde Pischelsdorf am Kulm, liegt an einem nach Süden abfallenden Hügelrücken, welcher von den zwei Bächen Römerbach und Dürr-Feistriz, die südöstlich des Orts zusammenfließen, begrenzt wird. Der auf diesem Südhang von Bürgerhäusern umschlossene Hauptplatz wird auf der schmäleren Nordseite von der großen Kirchenstiege abgeschlossen, welche zur darüber thronenden, den Schutzheiligen Peter und Paul geweihten Kirche führt.

### Katastralgemeinden
1909 wurde die Gemeinde Pischelsdorf in die beiden Gemeinden Pischelsdorf und Schachen geteilt. Diese Trennung blieb nicht für lange Zeit, denn am 1. Jänner 1952 wurden die Katastralgemeinden Hart, Romatschachen und Schachen durch Landesgesetz der Marktgemeinde Pischelsdorf einverleibt. Das Gemeindegebiet umfasste folgende Ortschaften (Einwohner Stand 1. Jänner 2024):
- Hart (263)
- Kleinpesendorf (173)
- Pischelsdorf in der Steiermark (1701)
- Romatschachen (459)
- Schachen am Römerbach (198)

Die Gemeinde Pischelsdorf in der Steiermark umfasste bis 2014 eine Fläche von 1.732 ha.

### Siedlungsentwicklung nach 1945
Das Hauptsiedlungsgebiet von Pischelsdorf hat sich ausgedehnt. Der Hauptort wurde über die in den 1960er Jahren an den Ortsrand verlegte Wechsel Straße B 54 erweitert. Augenscheinlich wurde diese Entwicklung in den 1970er und 1980er Jahren mit vier Siedlungshäusern auf der ortsabgewandten südlichen und südöstlichen Straßenseite. In den 1990er Jahren wurde ebenfalls südlich der B 54 anstelle eines alten Sägewerks ein Einkaufszentrum errichtet. In den folgenden Jahren wurden weitere Handels- und Dienstleistungsbetriebe entlang der B 54 angesiedelt und neue Anschlussstellen errichtet, sodass der Charakter eine Ortsumfahrung nicht mehr vorliegt.

## Geschichte

### Mittelalter
Die erste urkundliche Erwähnung Pischelsdorfs erfolgte am 1. Oktober 1043, als Heinrich III. einem gewissen Adalram zwei Huben in Ramarsstetin schenkte. Der Name „Ramarsstetin“ wurde lange als „Römerstätte“ gedeutet, während heute davon ausgegangen wird, dass der Name von einem Personennamen abzuleiten sei. Ein Grund für die ältere Annahme stellte auch die vollständige Flurzersplitterung dar, die in der Oststeiermark einzigartig war.
Dieser Besitz ging im 12. Jahrhundert zum Teil an den Erzbischof von Salzburg (aufgrund eines Erbvertrages von 1152), das Stift Göß und die Wildonier. Der Teil, der an den Erzbischof von Salzburg kam, wurde in Bischofsdorf umbenannt, woraus heute Pischelsdorf geworden ist.
Die erste Nennung einer Pfarre Pischelsdorf sowie deren Priester findet man in einer Urkunde aus dem Jahre 1203. 1322 kam der Ort im Tausch gegen andere Güter als Lehen an die Herbersteiner. Die Herbersteiner wollten Pischelsdorf zu einem wirtschaftlichen Zentrum ihrer Besitzungen machen und 1407 wurde der Ort erstmals als Markt genannt. Eine eigene Handwerksordnung hatten nur die Schneider, welche dem Kaiser 1610 zur Bestätigung vorgelegt wurde.

### Neuzeit
1532 zerstörten durchziehende osmanische Truppen den Ort, wobei der Großteil der Bevölkerung entweder umkam oder verschleppt wurde. Weitere Katastrophen richteten die Großbrände von 1643 und 1761 an, die jeweils auch die Pfarrmatriken und die Protokollbücher der örtlichen Verwaltung vernichteten. Den erstmaligen Nachweis eines Lehrers in Pischelsdorf findet man in einem Visitationsprotokoll von 1617. Von dort an werden immer wieder Lehrer in Matriken und Urkunden genannt.
Im Zuge der josephinischen Pfarrregulierung wurde Pischelsdorf Sitz eines Dekanates und der jetzige Pfarrumfang festgelegt. Joseph II. bestätigte die beiden Viehmärkte erneut. Die das Ortsbild beherrschende Pfarrkirche entstand 1898 bis 1902 anstelle einer barocken Kirche aus dem 17. Jahrhundert.

## Bevölkerungsentwicklung der ehemaligen Gemeinde
| Jahr      | 1869  | 1880  | 1890  | 1900  | 1910  | 1923  | 1934  | 1939  |
| --------- | ----- | ----- | ----- | ----- | ----- | ----- | ----- | ----- |
| Einwohner | 1.391 | 1.491 | 1.536 | 1.490 | 1.668 | 1.566 | 1.711 | 1.720 |
| Jahr      | 1951  | 1961  | 1971  | 1981  | 1991  | 2001  | 2008  | 2013  |
| Einwohner | 1.763 | 1.872 | 2.124 | 2.214 | 2.468 | 2.436 | 2.513 | 2.550 |

## Einrichtungen

### Bildung
- Kindergarten
- Volksschule
- Hauptschule
- Polytechnische Schule
- Musikschule (Zweigstelle)

### Freiwillige Feuerwehr
Die Freiwillige Feuerwehr Pischelsdorf wurde im Jahr 1881 gegründet und feierte im Jahr 2011 ihr 130-jähriges Bestehen. Sie hat einen Mannschaftsstand von 117 Mitgliedern (Stand 12/2014), welche in den vergangenen Jahren 16.000 bis 18.000 ehrenamtliche Jahreseinsatzstunden geleistet haben.
In den Jahren 2000 und 2001 wurde das mittlerweile dritte Feuerwehrhaus an der Wechsel Straße B 54 als Gemeinschaftsprojekt mit der Marktmusikkapelle Pischelsdorf errichtet.
Die Freiwillige Feuerwehr Pischelsdorf verfügt über vier Fahrzeuge (Tanklöschfahrzeug, Rüstlöschfahrzeug, Kleinlöschfahrzeug und Mannschaftstransportfahrzeug) und stellt mit ihrer Ausrüstung neben der Gewährleistung der örtlichen Sicherheit auch eine stützpunktartige Funktion (Schwerpunkt technische Menschenrettung – Verkehrsunfälle) zur Unterstützung für den Feuerwehrabschnitt Pischelsdorf bzw. die umliegenden Feuerwehren dar.
Auch können Teile der Feuerwehren im Einsatzfall für den überörtlichen Katastrophenhilfsdienst herangezogen werden.
Der überdurchschnittliche Eigenfinanzierungsgrad wird durch das jährlich zu Christi Himmelfahrt stattfindende „Pischelsdorfer Volksfest“ ermöglicht, welches die Feuerwehr in ihrer Funktion als Kulturträger bereits seit über 42 Jahren ausrichtet.

## Kultur und Sehenswürdigkeiten
- Pfarrkirche Hll. Peter und Paul in Pischelsdorf
- Marktmusikkapelle Pischelsdorf in der Steiermark

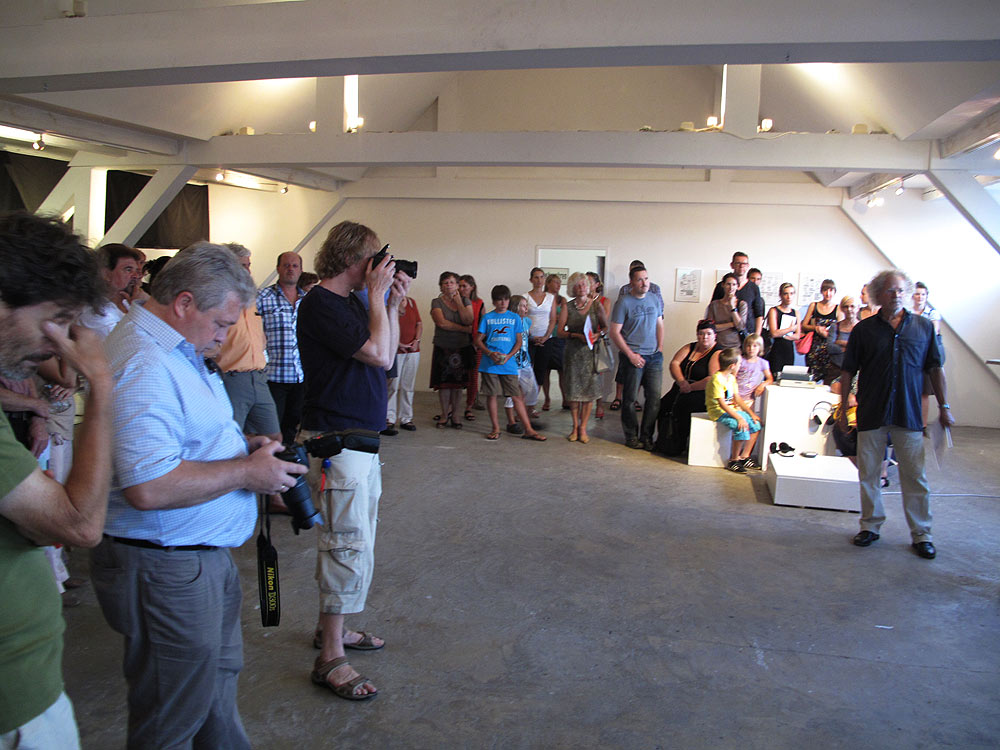
K.U.L.M.-Obmann Richard Frankenberger (rechts) im „Kulturstock 3“

- K.U.L.M.[4] steht für: „Kunst Und Leben M. - Kunst / Politik / Wissenschaft / Wirtschaft“. K.U.L.M. vertritt einen „erweiterten Kunstbegriff“ und versteht sich als Labor und Denkwerkstätte. Kunst wird als Instrument gesehen, über Themenbereiche im Kontext Kunst, Politik, Wissenschaft und Wirtschaft nachzudenken und sie mit künstlerischen Mitteln zu bearbeiten. Schwerpunkt Bildende Kunst, erweiterter Kunstbegriff, Kunst im Kontext Politik, Wissenschaft und Wirtschaft, Soziale Plastik. K.U.L.M. war mehrmals mit Projekten Kooperationspartner des Festivals Steirischer Herbst. Bei der Kooperation mit dem Festival „KOMM.ST 1.2“[5] realisierte K.U.L.M. im Jahr 2012 10days10artists.[6]

## Persönlichkeiten

### Ehrenbürger
- 1936: Ignaz Gangl, Dechant
- 1950: Karl Vielhaber, Dechant
- 1956: Franz Techt, Kaufmann und Altbürgermeister
- 1960: Josef Krainer (1903–1971), Landeshauptmann
- 1960: Werner Morokutti
- 1965: Ludwig Hanig, Altbürgermeister
- 1965: Franz Flechl, Arzt
- 1965: Arthur Staudacher, Arzt
- 1967: Franz Wegart (1918–2009), Landesrat
- 1967: Franz Hödl
- 1967: Karl Winkler, Dechant
- 1967: Josef Köck, Kaufmann und Altbürgermeister
- 1971: Adolf Pritzer, Bezirkshauptmann
- 1980: Andreas Lückl, Pfarrer
- 1983: Josef Krainer (1930–2016), Landeshauptmann
- 1983: Walter Schellauf, Altbürgermeister, Direktor der Hauptschule
- 2002: Josef Köck, Altbürgermeister
- 2002: Franz Ranegger, Dechant
- 2003: Waltraud Klasnic (* 1945), Landeshauptmann
- 2006: Florian Gradwohl, Altbürgermeister, Direktor der Polytechnischen Schule